# 저주받은 병사들
저주받은 병사들(폴란드어: żołnierze wyklęci 조우니에제 비클렝치[*]) 또는 불굴의 병사들(폴란드어: żołnierze niezłomni 조우니에제 니에즈웜니[*])은 제2차 세계 대전 말과 그 여파 시기 폴란드 지하국가의 구성원이 형성한 반소-반공주의 폴란드 저항운동 조직이다. "저주받은 병사들"이라는 말은 1990년대 들여오기 시작된 말로 그 전까지는 완고한 병사들(diehard soldiers)이라 불렀다.
이 비밀조직은 1950년대에도 교도소와 국영 국가보안국 건물, 정치범 구금시설, 전국에 설치된 강제수용소를 공격하는 등 폴란드 공산정부에 대항해 유격전을 펼치며 무장 투쟁을 이어갔다. 대부분의 폴란드 반공단체는 1950년대 후반 폴란드 공안부와 소련 내무인민위원부(NKVD) 요원에 쫓겨 사라졌다. 마지막으로 알려진 "저주받은 병사"인 유제프 프란차크는 1963년 기습으로 사망했다.
스탈린주의 시기 폴란드에서 활동한 잘 알려진 반공 폴란드 조직으로는 자유와 독립 협회(WIN), 폴란드 민족군(NSZ), 민족군사연합(NZW), 지하 폴란드군(KWP), 국내군 저항운동(ROAK), 시민국내군(AKO), 독립(NIE), 폴란드 대표군(DSZ), 자유와 정의 협회(WiS)가 있다.
다른 중부유럽 국가에서도 비슷한 반공 단체 반란이 발생했다. 한편 "저주받은 병사들"의 개별 병사 혹은 소속 부대가 폴란드 내 영토에서 유대인이나 기타 소수민족 또는 민간인에 대한 전쟁범죄에 어느 정도 관여했는지 대해서가 논쟁이다. 이 주제에 대해선 보통 병사들의 신용을 떨어뜨리기 위한 공산주의적인 선전으로 일부 혹은 전체가 조작되었다거나 진짜 희생자는 공산당에 협조했거나 관여했기 때문에 살해당했으며 그들의 민족성이 사망과 관련이 없다는 주장 등이 대부분의 반응이다.

## 주요 전투
- 쿠리우프카 전투
- 아우구스투프 검거작전
- 렘베르투프 NKVD 기지 공격
- 1951년 모코투프 교도소 탈옥 사건
- 키엘체 교도소 기습

## 같이 보기
- 반소 파르티잔
- 결사적 행동
- 발트 3국 유격전
- 잔류 일본병

## 참고 문헌
- Jerzy Ślaski, Żołnierze wyklęci, Warszawa, Oficyna Wydawnicza Rytm, 1996
- Grzegorz Wąsowski and Leszek Żebrowski, eds., Żołnierze wyklęci: Antykomunistyczne podziemie zbrojne po 1944 roku, Warszawa, Oficyna Wydawnicza Volumen and Liga Republikańska, 1999
- Kazimierz Krajewski et al., Żołnierze wyklęci: Antykomunistyczne podziemie zbrojne po 1944 r., Oficyna Wydawnicza Volumen and Liga Republikańska, 2002
- Tomasz Łabuszewski, Białostocki Okręg AK- AKO : VII 1944-VIII 1945 (Warszawa: Oficzna Wydawnicza Volumen and Dom Wydawniczy Bellona, 1997)
- Zrzeszenie “Wolność i Niezawisłość” w dokumentach, 6 vols. (Wrocław: Zarząd Główny WiN, 1997–2001)
- Zygmunt Woźniczka, Zrzeszenie “Wolność i Niezawisłość” 1945-1952 (Warszawa: Instytut Prasy i Wydawnictw “Novum” – “Semex”, 1992)
- Marek Latyński, Nie paść na kolana: Szkice o opozycji lat czterdziestych (London: Polonia Book Fund Ltd., 1985)